# Eduard Köck
Eduard Köck (* 26. Februar 1882 in Innsbruck, Österreich-Ungarn; † 3. November 1961 in Natters) war ein österreichischer Schauspieler und Theaterregisseur.

## Leben
Der Sohn eines Hauptmanns der Pustertaler Landesschützen besuchte das Gymnasium in Innsbruck und gehörte 1899 zu den Stiftern des dortigen Pennalen Corps Herulia.
Er besuchte die Universität Innsbruck und wurde 1902 Mitbegründer der Exl-Bühne. Bis zu ihrer Auflösung 1956 war er deren Oberspielleiter. Lange Zeit blieb Köck fast ganz an dieses Theater gebunden und beeindruckte besonders in Stücken von Karl Schönherr und Ludwig Anzengruber.
Der Durchbruch zum Filmschauspieler gelang ihm als besorgter Vater von Luis Trenker in dessen unkonventionellem Heimatfilm Der verlorene Sohn (1934). Er erzählt von einem Tiroler, der auswandert um in New York sein Glück zu finden. Von Heimweh geplagt, kehrt er jedoch nach einer Weile wieder zurück.
Von da an sah man den knorrigen, hageren Schauspieler in zahlreichen Heimatfilmen. Seine Domäne war die Darstellung alter, einsamer Männer mit dunkler Vergangenheit. In Die Geierwally (1940) war er als Fenderbauer Heidemarie Hatheyers tyrannischer Vater, und als Der Meineidbauer (1941) brillierte er in der Titelrolle. Während des Nationalsozialismus in Österreich spielte er auch in einigen der einschlägigen Propagandafilme wie Liebe ist zollfrei (1940), Heimkehr (1941) und Wien 1910 (1942) mit. Köck stand 1944 wie auch die anderen Schauspieler der Exl-Bühne in der Gottbegnadeten-Liste des Reichsministeriums für Volksaufklärung und Propaganda.
In seinem ersten Nachkriegsfilm Trotzige Herzen (1947), zu dem er auch das Drehbuch beigesteuert hatte, spielte er an der Seite von mehreren anderen Mitgliedern der Exl-Bühne den störrischen Bauernpatriarchen Grutz.

## Filmografie
- 1913: Speckbacher
- 1921: Glaube und Heimat
- 1921: Um Haus und Hof (auch Regie)
- 1934: Der verlorene Sohn
- 1936: Silhouetten
- 1936: Standschütze Bruggler
- 1937: Peter im Schnee
- 1937: Der Schimmelkrieg in der Holledau
- 1938: Frau Sixta
- 1939: Waldrausch
- 1939: Mutterliebe
- 1939: Ich bin Sebastian Ott
- 1940: Krambambuli
- 1940: Die Geierwally
- 1940: Im Schatten des Berges
- 1940: Liebe ist zollfrei
- 1940: Wetterleuchten um Barbara
- 1941: Heimkehr
- 1941: Der Meineidbauer
- 1942: Wien 1910
- 1943: Kohlhiesels Töchter
- 1944/48: Ulli und Marei (auch Co-Drehbuch)
- 1947: Erde (auch Drehbuch)
- 1950: Cordula
- 1951: Was das Herz befiehlt
- 1952: Der Sonnblick ruft
- 1952: Straße zur Heimat
- 1952: Wetterleuchten am Dachstein (Hoch vom Dachstein)
- 1953: Der Bauernrebell
- 1955: Das Lied von Kaprun
- 1955: Der letzte Akt
- 1955: Der Cornet – Die Weise von Liebe und Tod
- 1955: Zärtliches Geheimnis
- 1955: Die Erbin von Trautenfels
- 1956: Die Magd von Heiligenblut
- 1956: Wer die Heimat liebt (Das heilige Erbe)
- 1957: Schön ist die Welt
- 1958: Die singenden Engel von Tirol (Sag ja, Mutti)
- 1960: Am Galgen hängt die Liebe